# 24711 Chamisso
24711 Chamisso è un asteroide della fascia principale. Scoperto nel 1991, presenta un'orbita caratterizzata da un semiasse maggiore pari a 2,3072088 UA e da un'eccentricità di 0,2201496, inclinata di 2,90483° rispetto all'eclittica.